# 그리스의 헌법
그리스의 헌법(그리스어: Σύνταγμα / Sýntagma)은 헬레네스의 다섯 번째 수정 의회에 의해 만들어지고 1975년에 발효되었다. 그 이후, 1986년, 2001년과 2008년에 가장 크게 세 번 개정되었다. 그리스의 헌법 역사는 처음 세 혁신적인 그리스 헌법이 채택된 그리스 독립 전쟁 (1821-1831)으로 돌아간다. 아테네 내 신타그마 광장 (플라테이아 신타그마토스)은 최초의 헌법이 현대 그리스 국가에서 채택된 후 명명됐다.

## 참고 도서
- Eleftheriadis, Pavlos (March 2005). “Constitutional Reform and the Rule of Law in Greece”. 《West European Politics》 28 (2): 317–334. doi:10.1080/01402380500059777.